# ブリロ

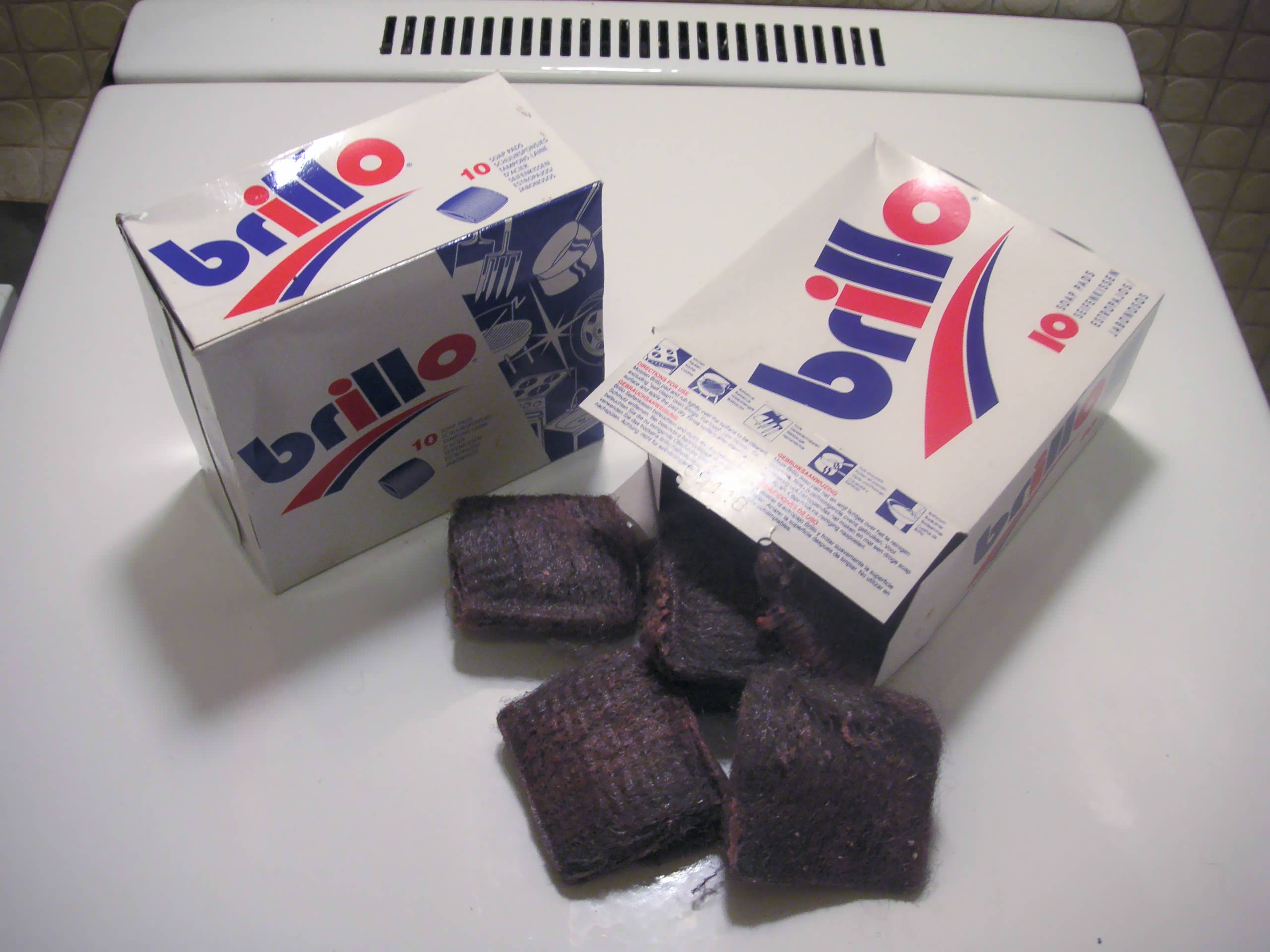
ブリロ（Brillo）

ブリロ（ブリロ・パッド、Brillo Pad）はアメリカの食器洗いパッド。合成洗剤を含んだスチールウールでできている。1913年に商標を取得し、1917年以降ブリロ・マニュファクチャリング社が生産販売した。1930年から、別々に洗剤とスチールウールを箱に入れる形態からスチールウールに洗剤をあらかじめ入れておく形に変え、全米の家庭で親しまれた。近年はチャーチ・アンド・ドワイト社（Church & Dwight Co., Inc.）が販売している。
1960年代初め、ポップアートの旗手・アンディ・ウォーホルはその有名な外箱を模して木の板で彫刻『ブリロ・ボックス』を製作した。
哲学者・美学者アーサー・ダントーはウォーホルのこの作品をポップアートならびに現代の芸術状況そのものを指し示すものとして捕らえ、論文『ブリロ・ボックスを越えて』(Beyond the Brillo Box)を書いた。